# Dynastie ziyadide
818–1018
Entités précédentes :
- Califat abbasside

Entités suivantes :
- Dynastie najâhide

La dynastie ziyadide (arabe : زياديون) est une dynastie musulmane qui règne sur l'ouest du Yémen de 819 à 1018, depuis la capitale Zabid. Elle est le premier régime dynastique à exercer le pouvoir sur la plaine côtière yéménite après l'introduction de l'islam vers 630.

## Etablissement
Muhammad ibn Ziyad est un descendant de Yazid, le frère cadet du premier calife omeyyade Muawiya I. En 814, il est arrêté et amené devant le calife abbasside al-Ma'mun en raison de son ascendance, mais sa vie est finalement épargnée. Il est simplement placé sous surveillance et devient le protégé du ministre du calife, Al-Fadl ibn Sahl (en). Trois ans plus tard, une lettre du gouverneur du Yémen parvient à Bagdad, se plaignant d'attaques des tribus ash'arites et akkites. Al-Fadl recommande à al-Ma'mun d’envoyer le compétent Muhammad ibn Ziyad au Tihama pour réprimer ces tribus. La situation est particulièrement critique, car les Alides, sous la direction d'un chef nommé Ibrahim al-Jazzar, menacent alors de détacher le Yémen du contrôle abbasside. Muhammad ibn Ziyad, ennemi juré des Alides, apparaît comme un choix adéquat pour cette mission. Après avoir accompli le hajj, Muhammad marche vers le sud, en direction du Yémen, avec une armée de soldats khorassaniens et arrive en 818. Il livre de nombreuses batailles contre les tribus et obtient le contrôle de la plaine du Tihama l’année suivante.

## Expansion territoriale
À la suite de ses victoires, Muhammad est nommé émir du Yémen par al-Ma'mun, avec pour mission de limiter l'influence chiite alide. Muhammad fonde une nouvelle ville, Zabid, qu'il établit comme capitale. La ville est construite en forme circulaire et située à mi-chemin entre la mer et les montagnes. Il parvient à étendre son influence au Hadramawt et dans certaines parties des hautes terres yéménites, tout en reconnaissant la suzeraineté des Abbassides. L'historien Umara énumère ses possessions, comprenant le Hadramawt, le Diyar Kindah, le Shihr, Mirbat à Oman, Abyan, Lahij, Aden et les provinces maritimes jusqu'à Hali au nord, ainsi que Janad, le Mikhlaf al-Ma'afir, le Mikhlaf Ja'far, San’a, Sa’dah, Najran et Bayhan dans les hautes terres. Cependant, les sources restent quelque peu obscures : l'historien al-Hamdani affirme qu'une autre famille, les Banu Shurah, détient un pouvoir prédominant dans le Tihama pendant une partie du IXe siècle et est établie à Zabid. D’autres sources suggèrent que San’a continue en fait d'être gouvernée par un gouverneur abbasside jusqu’en 847.
Peu d'informations sont disponibles sur la structure économique du royaume ziyadide, mais l'historien Umara rapporte que la dynastie est soutenue par le commerce international florissant. Le dirigeant perçoit des taxes sur les navires en provenance d'Inde. Des produits de luxe tels que le musc, le camphre, l’ambre gris, le bois de santal et la porcelaine proviennent de l’est. De l’Afrique arrivent des esclaves éthiopiens et nubiens, transitant par l'archipel Dahlak. Umara mentionne aussi des taxes sur la collecte d'ambre gris au Bab al-Mandab et sur la côte sud, ainsi que sur la pêche aux perles.

## Emancipation des abbassides
Pendant ce temps, le pouvoir abbasside en Arabie décline. Après la fin violente du calife al-Musta'in en 866, le deuxième dirigeant ziyadide, Ibrahim ibn Muhammad, conserve pour lui-même les revenus fiscaux et adopte des attributs royaux. Il continue cependant de réciter la khutba au nom des Abbassides. Comme le pouvoir des Ziyadides tend à se concentrer dans les basses terres et que les gouverneurs abbassides dans les hautes terres manquent de soutien de leur base en Irak, d'autres dynasties s'établissent. Les Yufirides fondent un État indépendant à San’a en 847 et contraignent le dirigeant ziyadide à tolérer leur pouvoir en échange de la mention de son nom sur les pièces de monnaie et dans la prière du vendredi. Un imam de la secte chiite zaydite, al-Hadi ila'l-Haqq Yahya, établit une base de pouvoir dans les hautes terres du nord en 897, marquant le début de l’imamat yéménite qui perdurera jusqu’en 1962. De plus, à la fin du IXe et au début du Xe siècle, les figures ismaéliennes loyales à l’imam fatimide (dont les descendants deviendront plus tard califes en Égypte) suscitent de grandes agitations. Zabid elle-même est pillée par les Qarmates, une branche ismaélienne, en 904.
En 904, les Ismaéliens sous Ibn Hawshab (en) et Ali ibn al-Fadl al-Jayshani (en) envahissent San’a. L’émir yufiride As'ad ibn Ibrahim se retire à Al-Jawf, et entre 904 et 913, San’a est conquise pas moins de 20 fois par les Ismaéliens et les Yufirides. As'ad ibn Ibrahim reprend San’a en 915. Le Yémen est plongé dans le chaos, San’a devenant un champ de bataille pour les trois dynasties ainsi que pour des tribus indépendantes.
Sous le long règne d’Abu'l-Jaysh Ishaq (r. 904–981), la dynastie ziyadide connaît un renouveau temporaire. Cependant, en vieillissant, Abu'l-Jaysh voit les régions périphériques s’éloigner du contrôle ziyadide. Vers la fin de son règne, seule la région entre Aden et ash-Sharjah reste sous son contrôle. Même en 976, les revenus royaux s'élèvent encore à un million de dinars d'or.

## Déclin
Les Yufirides attaquent de nouveau en 989 et incendient Zabid. Cependant, le mamelouk al-Husayn bin Salamah parvient à sauver le royaume de l'effondrement total. Il défait les tribus montagnardes et restaure le royaume ziyadide dans ses anciennes limites. Al-Husayn est reconnu comme un régent juste et généreux, ayant creusé des puits, creusé des canaux et construit des routes à travers le royaume. Il gouverne jusqu'à sa mort paisible en 1012. Cependant, l’envers de la médaille est que les monarques ziyadides perdent leur pouvoir effectif après 981, tandis qu'une succession de mamelouks détient le pouvoir réel, ce qui engendre à terme des troubles politiques. Après la mort d’al-Husayn, son esclave, l’eunuque Marjan, détient le pouvoir en tant que vizir. Il élève à leur tour deux esclaves éthiopiens, Nafis et Najah, qui occupent des postes élevés dans l’État. Selon Kamal Suleiman Salibi, le dernier dirigeant ziyadide est assassiné en 1018 et remplacé par Nafis. Ce dernier adopte des titres royaux mais est immédiatement défié par Najah, qui défait Nafis et Marjan et fonde la dynastie najâhide en 1022.

## Liste des dirigeants
(Cette liste suit H.C. Kay, *Yaman: Its early medieval history* (Londres, 1892). Une liste divergente est publiée dans Clifford Edmund Bosworth, *The New Islamic Dynasties* (Columbia University Press, 1996), p. 99, avec les noms et dates suivants : Muhammad bin Ziyad 818–859, Ibrahim bin Muhammad 859–896, Ziyad bin Ibrahim 896–902, Ibn Ziyad 902–911, Abu'l-Jaysh 911–981, etc.)
1. Muhammad ibn Ziyad (818–859)
2. Ibrahim ibn Muhammad (859–902), fils du précédent
3. Ibn Ziyad (902–904), fils du précédent
4. Abu'l-Jaysh Ishaq ibn Ibrahim (904–981), frère du précédent
5. 'Abdallah or Ziyad ibn Ishaq (981-c. 1012), fils du précédent
6. Ibrahim or 'Abdallah (c. 1012–1018), membre de la famille